# 深琴
深琴（みこと、2002年12月22日 - ）は、日本のYouTuberである。

## 経歴
中学生漫才コンビ『ぷらんくとん』としてティーライズ主催「第22回イギナリJr.オープン」のライブでデビュー。ティーライズの舞台に多く出演するが芸人としてはフリー。動画配信者としてはBitStar所属。2018年12月よりGROVEに所属。
中学生時代からお笑い芸人を志望。学校でネタを書いており、学内イベントで上級生であった梶原捺那（のちに捺那に改名）とコンビを結成。オーディションを勝ち抜きプロの舞台に立つようになる（初舞台は2016年3月20日としている）。親には“お前は普通の仕事ができないから”と言われており、一定の理解を示されている。同年よりライブに客を呼びたいことを理由にYouTube活動を開始。2018年、相方の進学準備もあり、ぷらんくとん解散を発表。以降はピン芸人として宮城県内を中心に活動する。
仙台若手芸人によるライブ「Future Live」は第1回から出演しており、第2回では発起人を務める（主催はティーライズ）。
前コンビ名を含めた「ぷらんくとん深琴」名義の活動も多かった。2020年12月を最後に芸人活動休止。2023年3月、動画投稿を再開し、近況を報告した。
2023年9月13日、活動再開をYouTubeで報告。

## 人物
チョム加藤、ニードル石垣から「人生2週目」と言われるほど落ち着き、達観した性格。構成作家の関亮太いわく「仙台で一番知名度のある芸人」（ティーライズ1300本のネタ動画を挙げる配信チャンネルよりYouTube登録者数が多いため）。
YouTubeを始めたのは自分のライブに見ず知らずの人を集めたかったためで、YouTuber単独としての活動は考えていない。逆に芸人としてのネタ動画も一貫してアップロードしておらず、これらは実際にライブを見てもらうか、ライブ主催者が挙げる動画を見てほしいと語っている。

## 出演

### ラジオ
- ティーライズの会議室（2018年 - 2020年、RADIO3）

### ウェブテレビ
- イギナリJrオープンTV（2017年 - 2020年、FRESH LIVE）

### ライブ
- IGINARI LIVE（2018年 - 2020年、仙台セントラルホール）[9]若手2分ネタコーナー準レギュラー